# 식품 저장

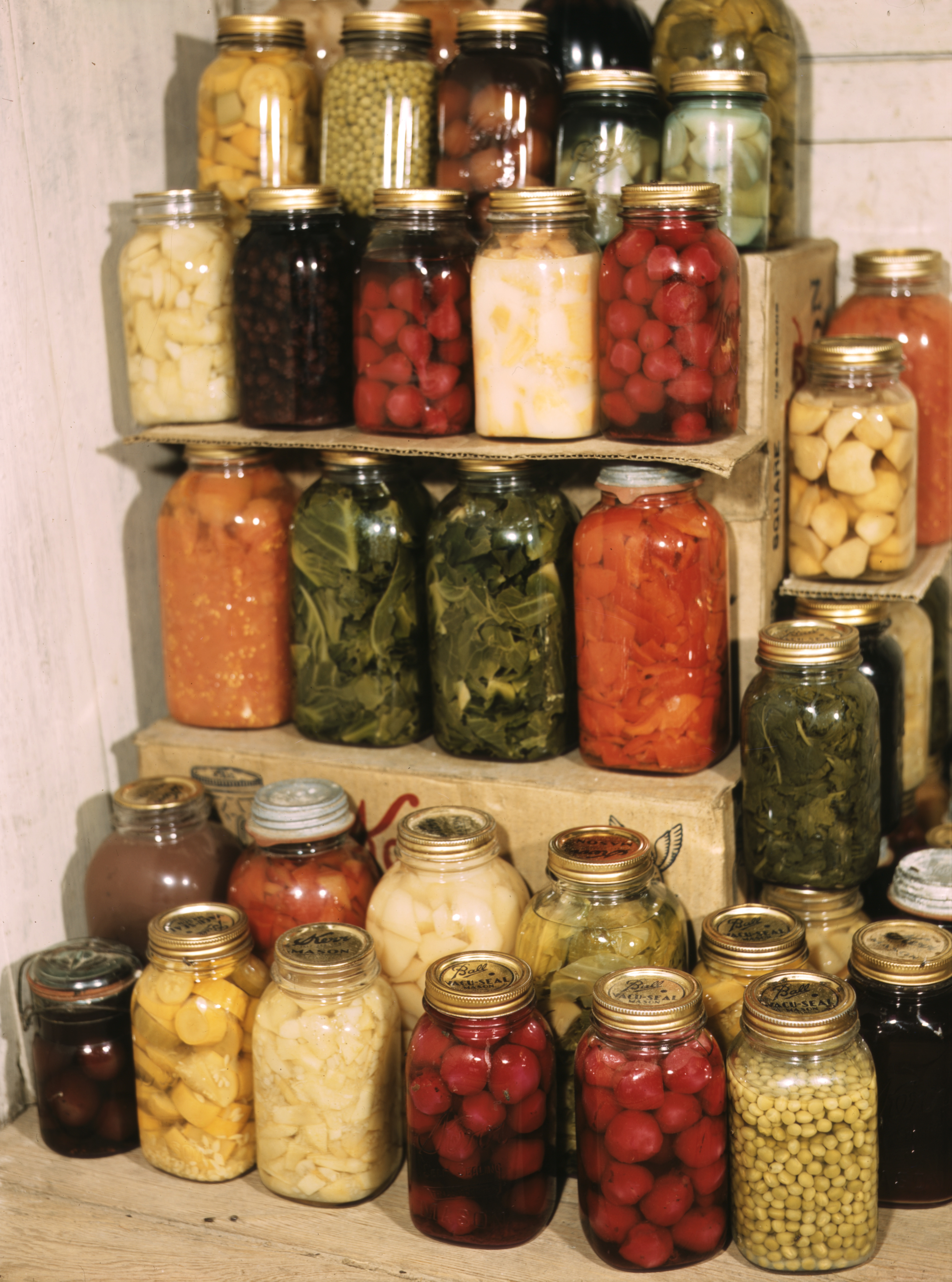

식품 저장(食品貯藏)은 식품을 상하지 않고 오래 보관할 수 있도록 처리하는 저장법이다. 대표적인 식품저장법으로는 보존 처리, 통조림만들기, 냉장법, 냉동법, 건조법, 냉동건조법, 식품첨가물 사용, 무균포장, 방사선 처리, 저온 살균법, 발효, 훈증소독 등 CA저장법이 있다.
2015년 세계 보건 기구 산하 국제 암 연구 기관은 염장, 염지, 발효, 훈제 따위의 식품 저장이 발암 물질을 만들어낼 수 있다고 발표했다.

## 식품 저장의 방법
전통적 방법
- 염지 : 훈제와 염장은 염지를 기초로 해 발전한 방법이다.
- 냉각 : 냉장고의 발명으로 획기적으로 발전했다. 냉장고의 발명 전에는 주로 지하 저장실이나 아이스박스에 저장되었다.
- 끓이기 : 물이나 우유 등의 액체에 존재하는 미생물을 없애기 위한 방법이다.
- 절임 : 이 방법으로 저장하는 식품으로는 피클, 고추속, 콘 비프, 청어, 초란(醋卵, pickled egg), 피카릴리, 자우어크라우트, 누카즈케, 수르스트룀밍, 김치 등이 있다.
- 당장 : 주로 사과, 배, 복숭아, 살구, 자두, 유자, 딸기, 무화과 따위의 과일을 잼이나 젤리로 만들어 저장한다.
- 알칼리 용액에 절이기 : 올리브, 루테피스크, 피단 따위를 저장하는 방법이다. 올리브를 알칼리 용액에 절이면 쓴맛이 사라지고, 고유의 풍미가 살아나며 질감도 부드러워진다.[4]
- 통조림 : 프랑스의 제과업자인 니콜라 아페르에 의해 개발되어 프랑스군의 전투식량 보존에 이용되었다. 저장의 원리는 개발자인 니콜라 아페르를 포함하여 누구도 알지 못하다가, 루이 파스퇴르가 미생물과 질병의 상관관계를 밝혀내면서 명확해졌다.
- 아스픽 : 식품을 젤리 형태로 만들어 저장한다.
- 발효 : 식품 저장 방법으로 가장 널리 활용되는 방법이며, 인간이 먹는 음식의 3분의 1은 발효된 음식이다.[5] 김치, 매실, 자우어크라우트, 장류(간장, 된장, 고추장), 식초, 올리브, 치즈, 주류(막걸리, 포도주, 맥주 등), 낫토, 빵, 요구르트, 젓갈 등 실로 다종다양하다.
- 묻기 : 자우어크라우트, 김치 등의 식품을 저장하는 방법이다. 한국에서는 예로부터 70cm 정도 땅을 파고 그 안에 김장독을 묻어 저장해 왔다. 이는 겨울철 70cm 땅속의 온도가 섭씨 0~1도로 유지되며 김치의 발효를 억제시키기 때문이다. 여기에 옹기로 만들어진 김장독이 순환 기능이 있어 싱싱한 김치를 몇 개월, 길면 1년 이상 맛볼 수 있게 해 준다.[6] 인도의 오디샤 주에서는 쌀을 땅에 묻어 저장한다. 북서유럽에서는 보그 버터를 수렁에 묻어 저장한다.

현대적 방법
- 저온 살균 : 루이 파스퇴르가 포도주의 산패(酸敗) 현상을 연구하다가 고안한 방법이다. 파스퇴르는 산패의 원인이 미생물에 있음을 밝혀내고 저온에서 가열하면 보존성이 향상된다는 것을 발견했다. 고안자의 이름을 따서 파스퇴르 살균법(pasteurization)이라고 부르기도 한다. 현대에는 대부분의 유제품을 비롯한 다양한 음료에 적용되는 방법이다.
- 방부제 : 항균제와 항산화제로 나뉜다. 항균제로는 프로피온산 칼슘, 질산 나트륨, 아질산 나트륨, 아황산염, 이산화 황, 중아황산칼륨, 아황산 수소 나트륨, 에틸렌다이아민테트라아세트산이 있고, 항산화제로는 뷰틸 하이드록시아니솔(BHA), 뷰틸레이트 하이드록시톨루엔(BHT)이 있다.
- 진공 포장 : 식품을 진공 상태로 포장하는 방법이다. 부피가 가장 작은 형태이므로 수송·저장·가열멸균에 편리하다. 베이컨·햄·소시지, 어류의 조제품, 김치·조미료·된장·면류(麵類)·냉동식품·과자 등의 포장에 사용된다.[7]
- 방사선 조사(照射) : 식품을 이온화 방사선에 노출시키는 방법이다. 베타선과 감마선이 사용된다. 세계 보건 기구는 이 과정을 거친다 하더라도 식품이 방사능에 오염되지 않으며 신체에 무해하다고 발표했다.[8][9] 그러나 이에 대한 비판도 있다.[10]
- 전기천공법 : 주스나 감자에 부분적으로 이용되는 방법이다.
- MA 포장(modified atmosphere) : 청과물 저장시 필름으로 포장해서 내용물의 호흡에 의한 포장내 가스조성을 변화하여 저장과 같은 효과를 거둘 수 있는 방법이다.[11]

## 같이 보기
- 식품공학
- 식품미생물학
- 식품과학
- 유통기한